# Без помилки
«Без помилки» (рос. «Без ошибки»; інша назва: «Вчитель») — радянський художній фільм 1935 року, знятий режисером Петром Зінов'євим на студії «Москінокомбінат». Фільм зберігся не повністю.

## Сюжет
Про участь піонерів у трудовому житті колгоспу. У гарячу пору жнив, в колгоспному інтернаті захворює няня. Піонери допомагають її замінити. До того ж вони з юним запалом беруться за ліквідацію серед колгоспників неписьменності — навчають грамоті сторожа Кузьмича, який видавав себе за грамотія.

## У ролях
- Софія Левітіна — Марфа, кухарка дитячого садка
- Любов Ненашева — бабка Анна
- Марія Шльонська — бабка Ксенія
- Борис Снігірьов — Кузьмич, сторож
- Лев Семейко — Петя Воробушев
- Валентина Алексєєва — Надя
- Олексій Подолін — Ваня

## Знімальна група
- Режисер — Петро Зінов'єв
- Сценаристи — Михайло Калінін, Дмитро Тарасов
- Оператор — Тамара Лобова
- Художник — Віктор Пантелєєв